# Poul Schreiner Hansen
Poul Schreiner Hansen (født 1955) er en dansk skovrider og godsforvalter, der har arbejdet for Det Classenske Fideicommis fra 1994 til 2022, og fra udgangen af 2022-2023 midlertidig direktør for Middelaldercentret.

## Karriere
Hansen er uddannet forstkandidat. Han arbejdede en overgang som skovrider i Hedeselskabet. Han blev ansat hos Det Classenske Fideicommis ved årsskiftet 1993-1994, hvor den tidligere godsforsvalter, Jørgen Rolsted, gik på pension.
Han fungeret som skovrider i Fideicommisets skovdistrikter Corselitze og Fuglsang på omkring 2.700 ha. I sin tid som godsforvalter har han bl.a. stået for opkøb af nye ejendomme til Fideicommiset, heriblandt Kobbelgård ved Næsgaard og et par private huse i Hesnæs. Ligeledes har han igangsat en større ombygning og renovering af Fuglsang Herregård.
Han fratrådte som godsforvalter i 2022 for at gå på pension og blev erstattet af Jannik Houmann.
Han har siddet i bestyrelsen for Middelaldercentret i en længere årrække fra i hvert fald 2007 og fremefter, som Fideicommissets repræsentant. Da Roeland Paardekooper fratrådte stillingen som direktør for museet i december 2022 blev Hansen indsat som midlertidig direktør.

## Hæder
I 2018 blev han tildelt ridderkorset af 1. grad af Dannebrogordenen

## Privatliv
Hansen er gift og har to døtre.